# 国民表決
国民表決（こくみんひょうけつ、英語: referendum）とは、政治上の重要問題について国民投票を行う制度。レファレンダムともいう。

## 概説
国民表決（レファレンダム）を採用する場合でも、対象事項、実施要件や成立要件、法的拘束力の有無は様々である。
国民表決は、特に、議会の議決など一定の手続を経ているが未だ効力が発生していない国家意思について、国民の賛意を要件に国家意思としての効力を発生させる制度をいう場合がある。国家機関が主に任意で国民投票により国民に意思の表示を求めるもので法的拘束力がないものは国民意思表示（prebiscite）と呼ぶことがある。
なお、既定の国家意思について、その存続の可否を国民投票に付し、国民の多数が存続させるべきではないとの意思表示をした場合に、その国家意思を失効させる制度は国民拒否（popular veto）という。

## 日本
憲法上は、一の地方公共団体のみに適用される地方自治特別法の住民投票（日本国憲法第95条）と憲法改正についての国民投票の制度がある（日本国憲法第96条）。
地方では、個々の政策等について住民投票が行われることがある（任意で実施され法的拘束力がない住民投票は国民意思表示（prebiscite）に分類されることもある）。

## アメリカ合衆国
アメリカ合衆国では州憲法、州法、自治体憲章で採用されている場合がある。
ニューヨーク州の場合、憲章の制定、境界の変更、公職の設置や廃止などの法案では義務的実施とされている。
有効投票数の過半数で可決となり法的拘束力がある。

## スイス
スイスでは州憲法、州法、条例で採用されている場合がある。
自治体憲章の改正、行政上の廃置分合、一定額以上の財政支出などで義務的実施とされている。有効投票数の過半数で可決となり法的拘束力がある。

## 注
1. ↑  野中俊彦・中村睦男・高橋和之・高見勝利『憲法II 第4版』有斐閣、2006年、13頁。
2. 1 2 3 4 5 6 7  “住民自治制度に関する論点整理（素案）”.   日本都市センター. 2020年6月7日閲覧。
3. 1 2 3 4 5  “「国民投票制度」に関する基礎的資料”.   衆議院憲法調査会事務局. 2020年6月7日閲覧。
4. ↑  “地方公共団体における住民投票”.   総務省. 2020年6月7日閲覧。